# Rotswoning

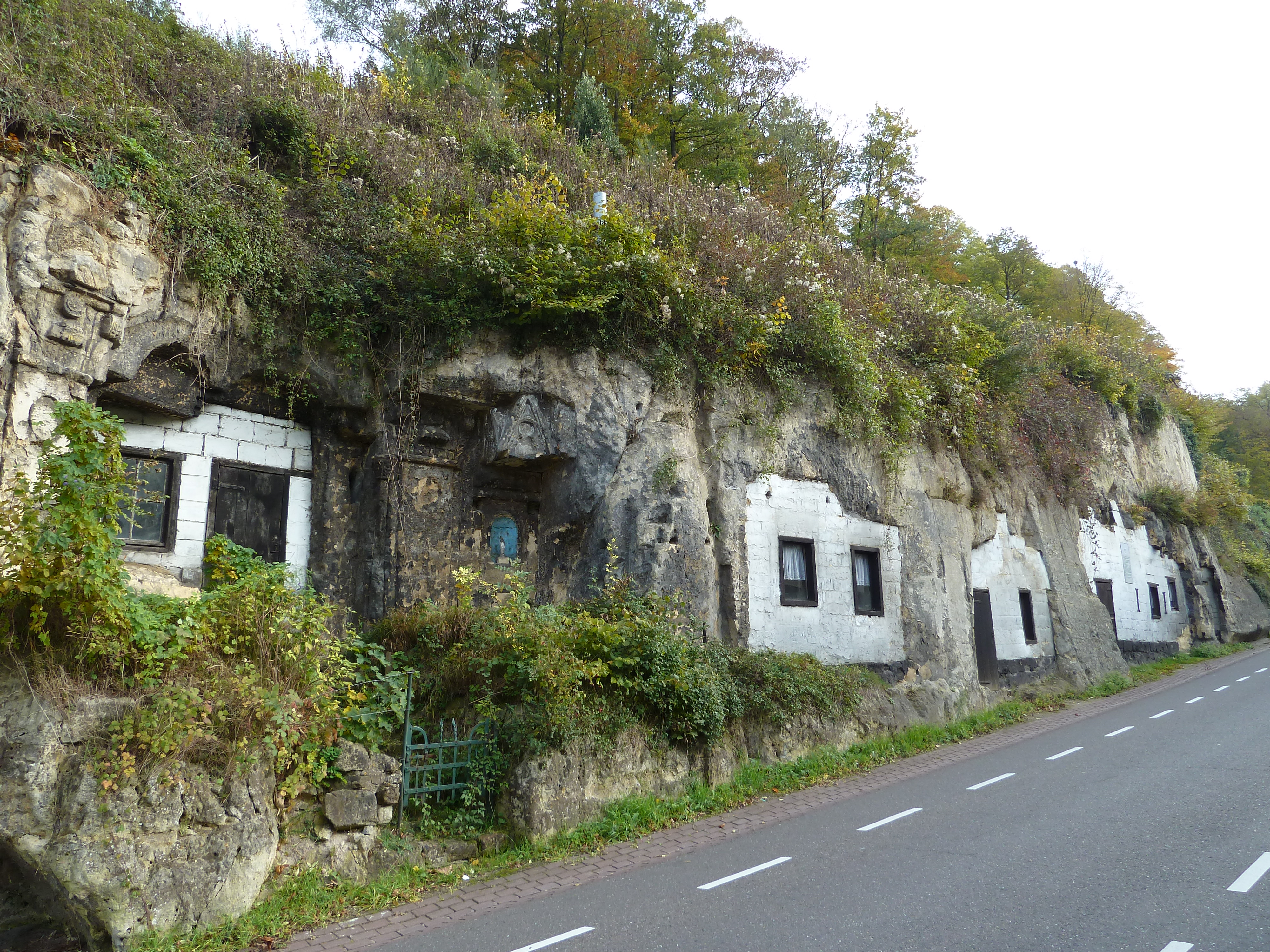
Rotswoningen in het Limburgse Geulhem

Een rotswoning is een woning die geheel of gedeeltelijk is uitgehouwen in kunstmatige of natuurlijke rots, of geheel of gedeeltelijk plaats heeft in een natuurlijke grot. Als de woning zich bevindt in een kunstmatig gegraven ondergrondse ruimte kan er gesproken worden van een groevewoning en wanneer de woning gesitueerd is in een natuurlijk ontstane grot spreekt men van een grotwoning.

## Voorbeelden
In de Volksrepubliek China zijn veel yaodongs te vinden. Deze komen voor in het lössplateau in het noorden van het land. Hier worden de woningen gebouwd in de löss die hier in zeer dikke lagen voorkomt.

### Nederland
In Zuid-Limburg werden her en der ook nog woningen gedeeltelijk in mergel gehouwen, waaronder:
- Rotswoningen van Geulhem
  - Dubbele rotswoning van Geulhem (verdwenen)
- kluizenarij in de Cluysberggroeve, Bemelen
- Grotwoning De Kluis, Sint-Pieter
- Grotwoning Greetje Blanckers, Sint-Pieter
- Grote Ingang van Sint-Pietersberg, Maastricht
- Viltergroeve, Valkenburg
- Grotwoning Tante Ceel, Valkenburg
- Grotwoning in de Daolkesberg/Schaelsberg, Walem[1][2]

## Galerij

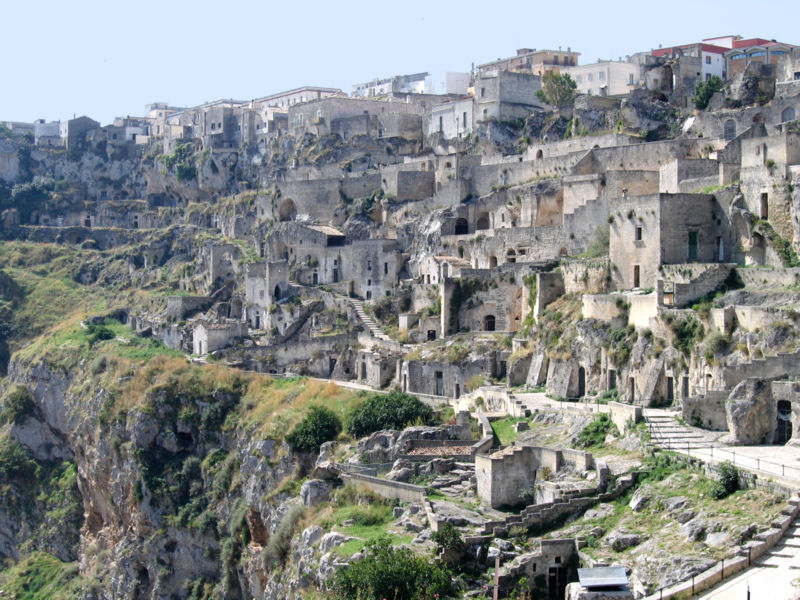
Grotwoningen bij Sassi di Matera in Basilicata, Italië
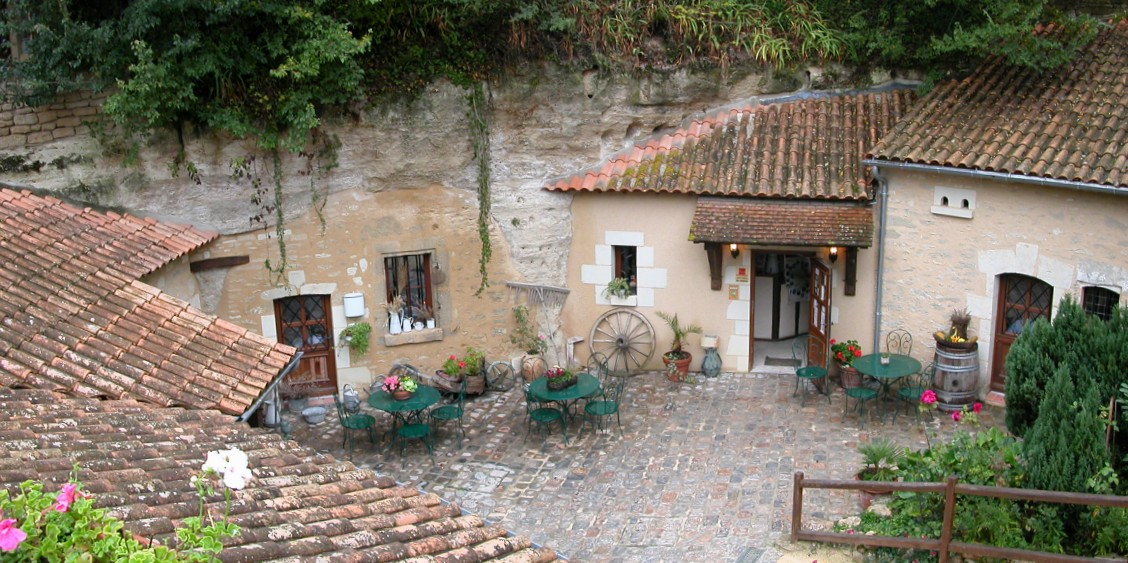
Grotwoningen bij Saumur in Maine-et-Loire, Frankrijk
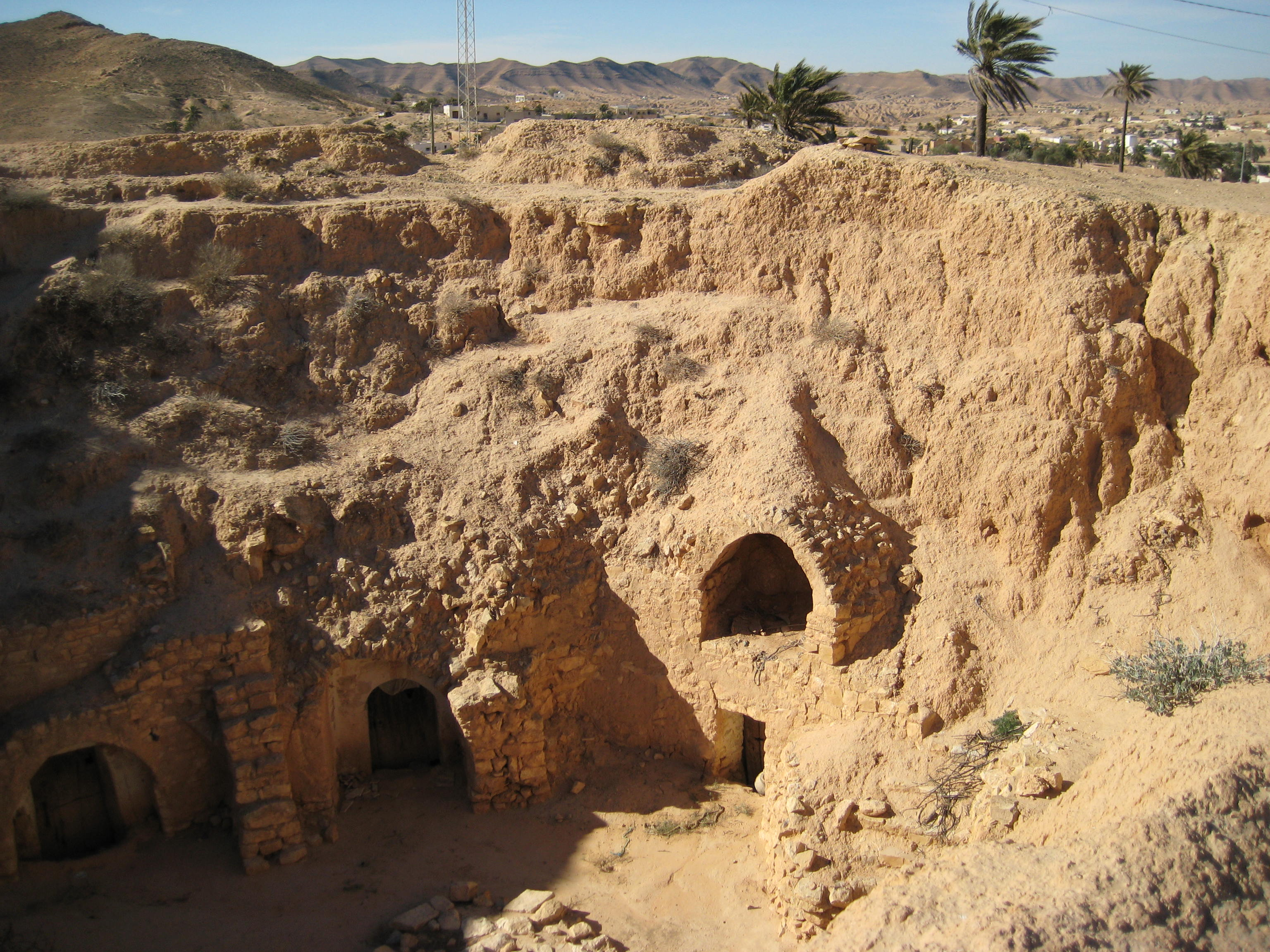
Grotwoningen in Matmata, Tunesie
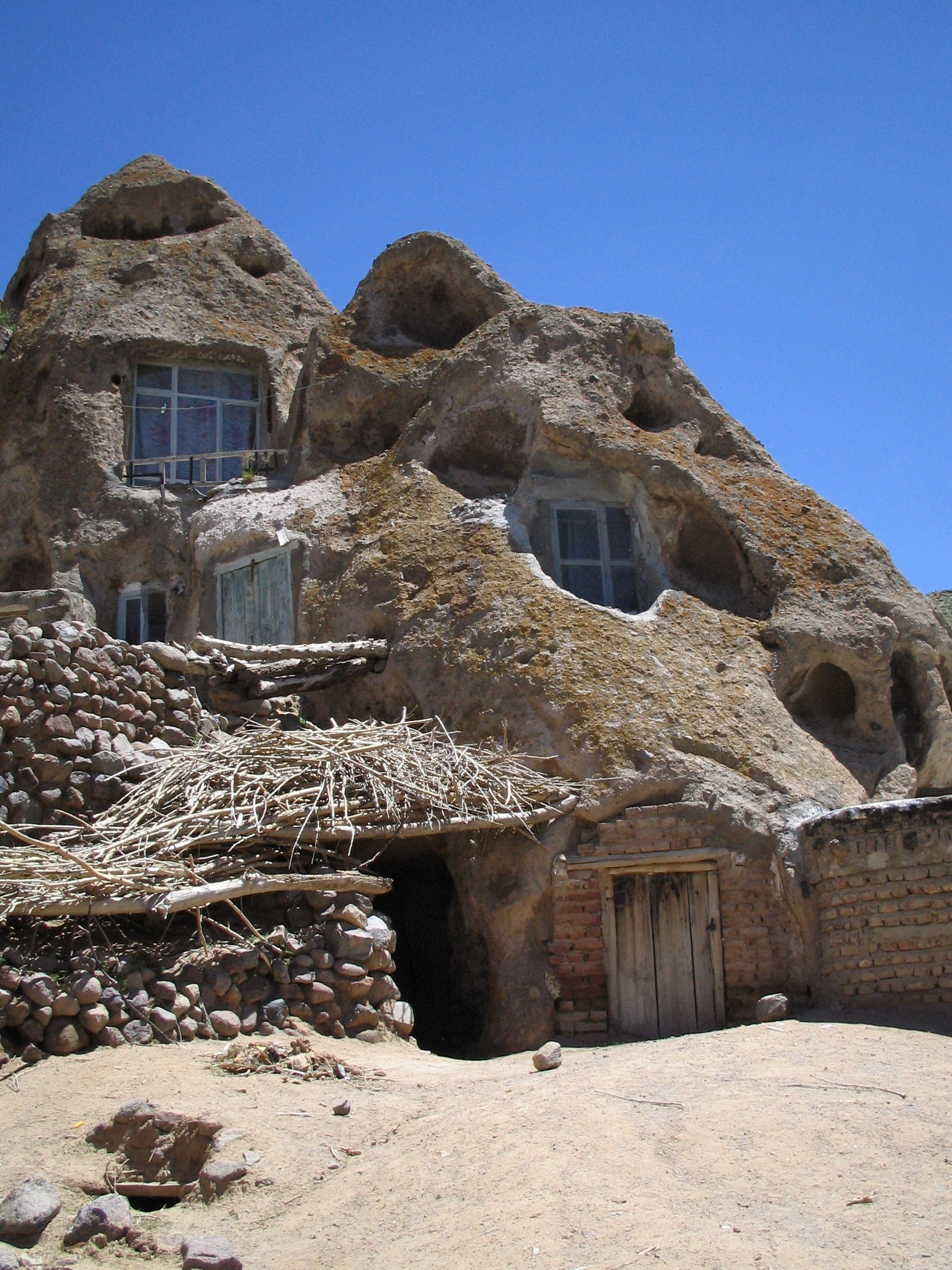
Grotwoningen in Kandovan in Iran
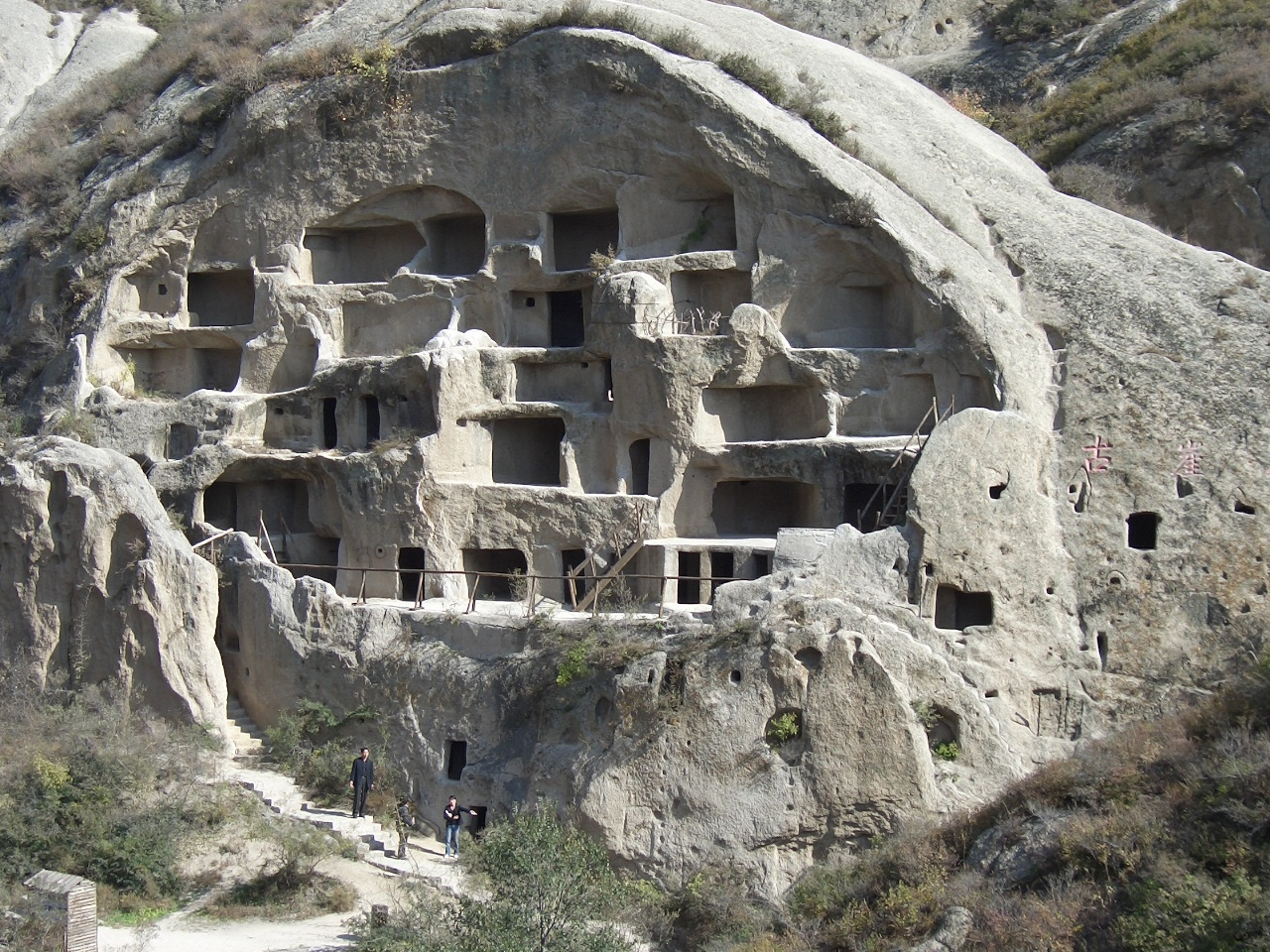
Grotwoningen in Guyaju bij Peking
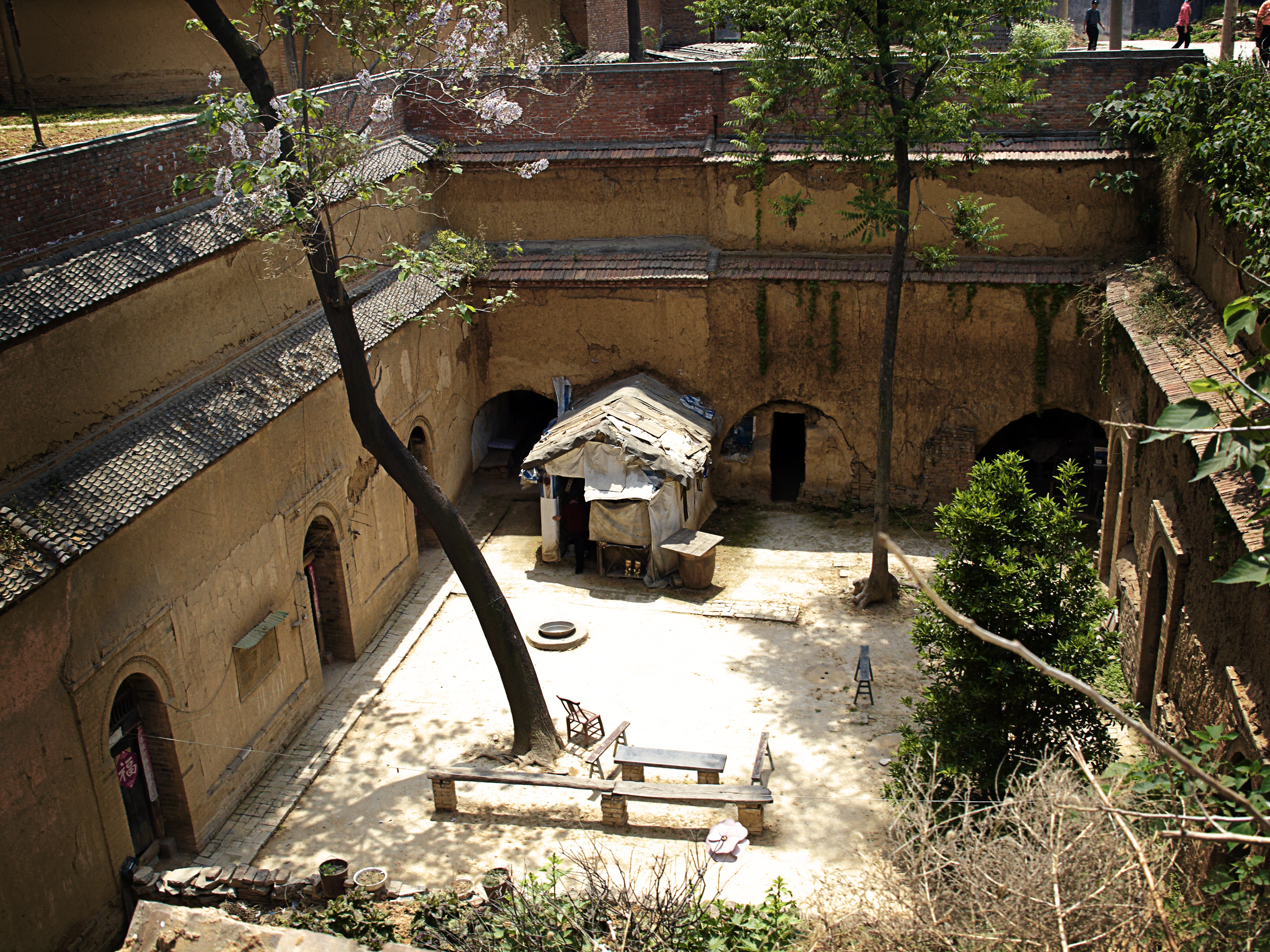
Yaodong rondom een verzonken binnenplaats in de Chinese provincie Henan
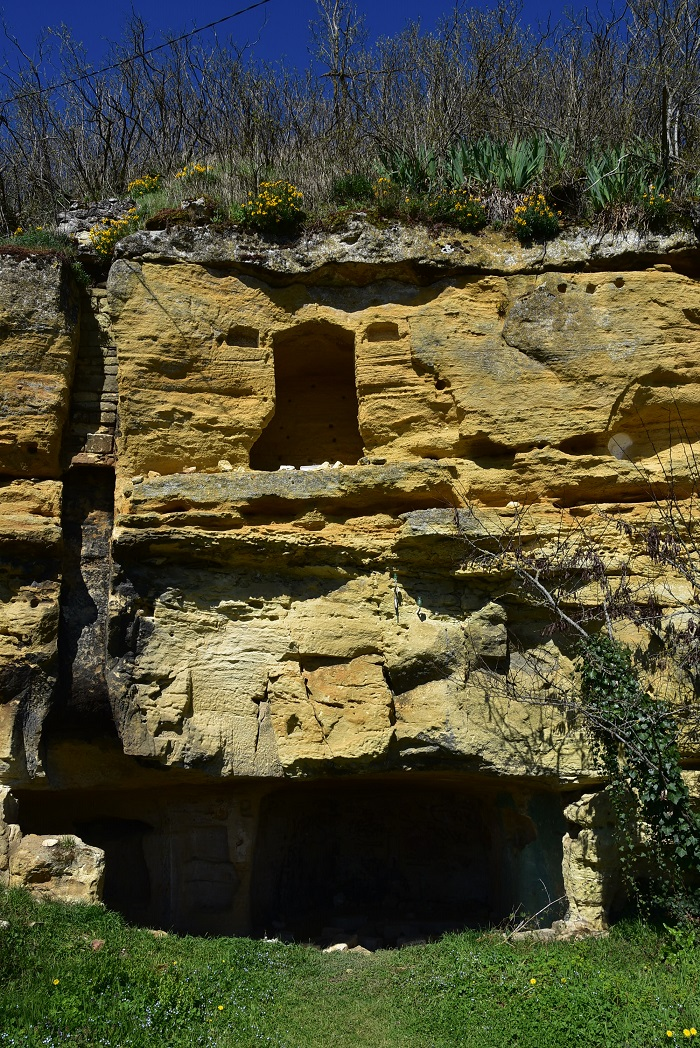
Tufsteen-grotten in Chinon